# Mizerov
Mizerov (polsky Mizerów, německy Miserau) je část okresního města Karviná. Nachází se v severovýchodě Karviné. V roce 2009 zde bylo evidováno 757 adres. V roce 2001 zde trvale žilo 15 624 obyvatel.
Mizerov leží v katastrálním území Karviná-město o výměře 9,59 km2.

## Název
Původně šlo o statek, jehož jméno označovalo místo, kde se špatně, obtížně hospodaří. Dvorům a samotám často byla dávána jména se záporným nádechem.

## Galerie

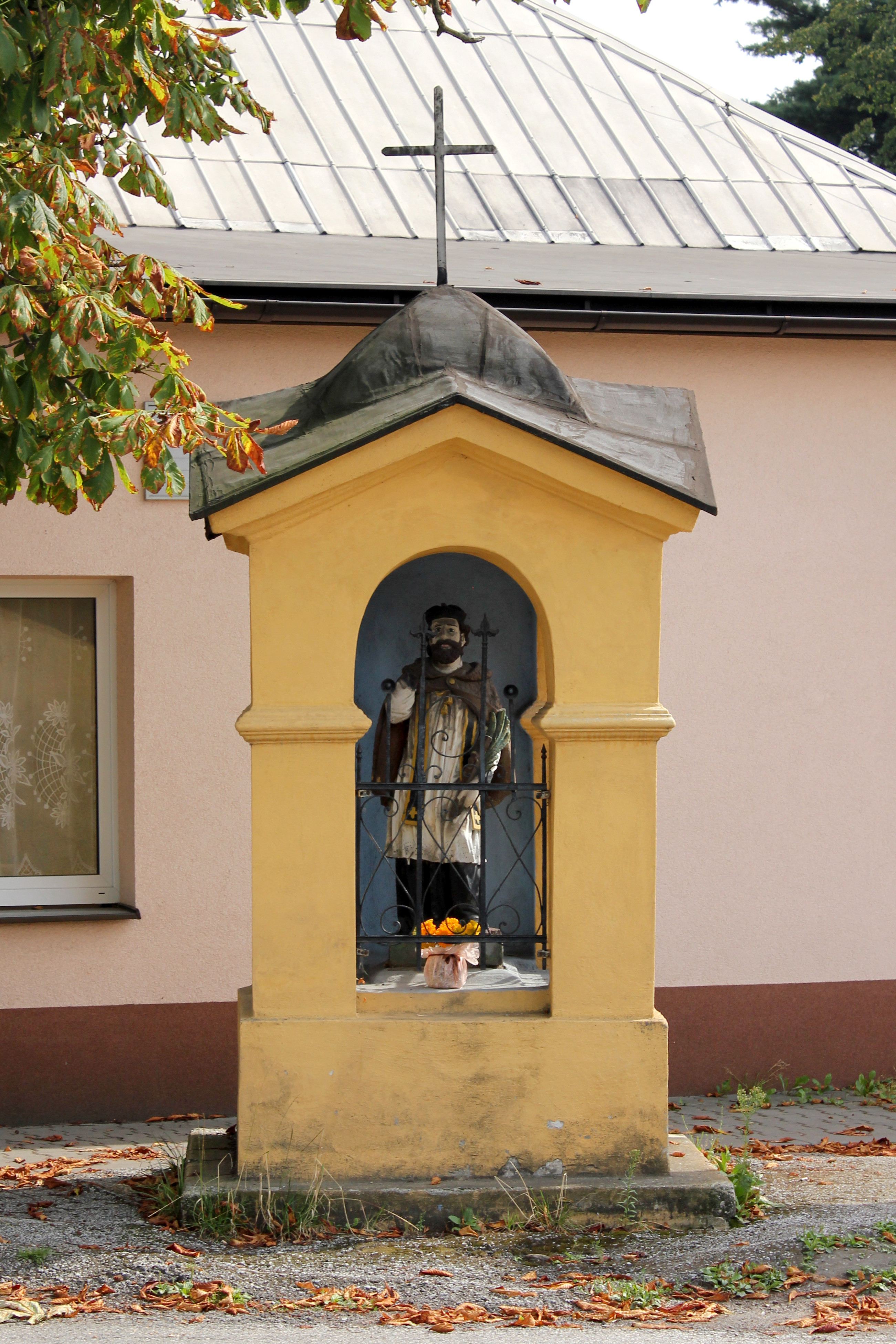
Kaple sv. Jana Nepomuckého
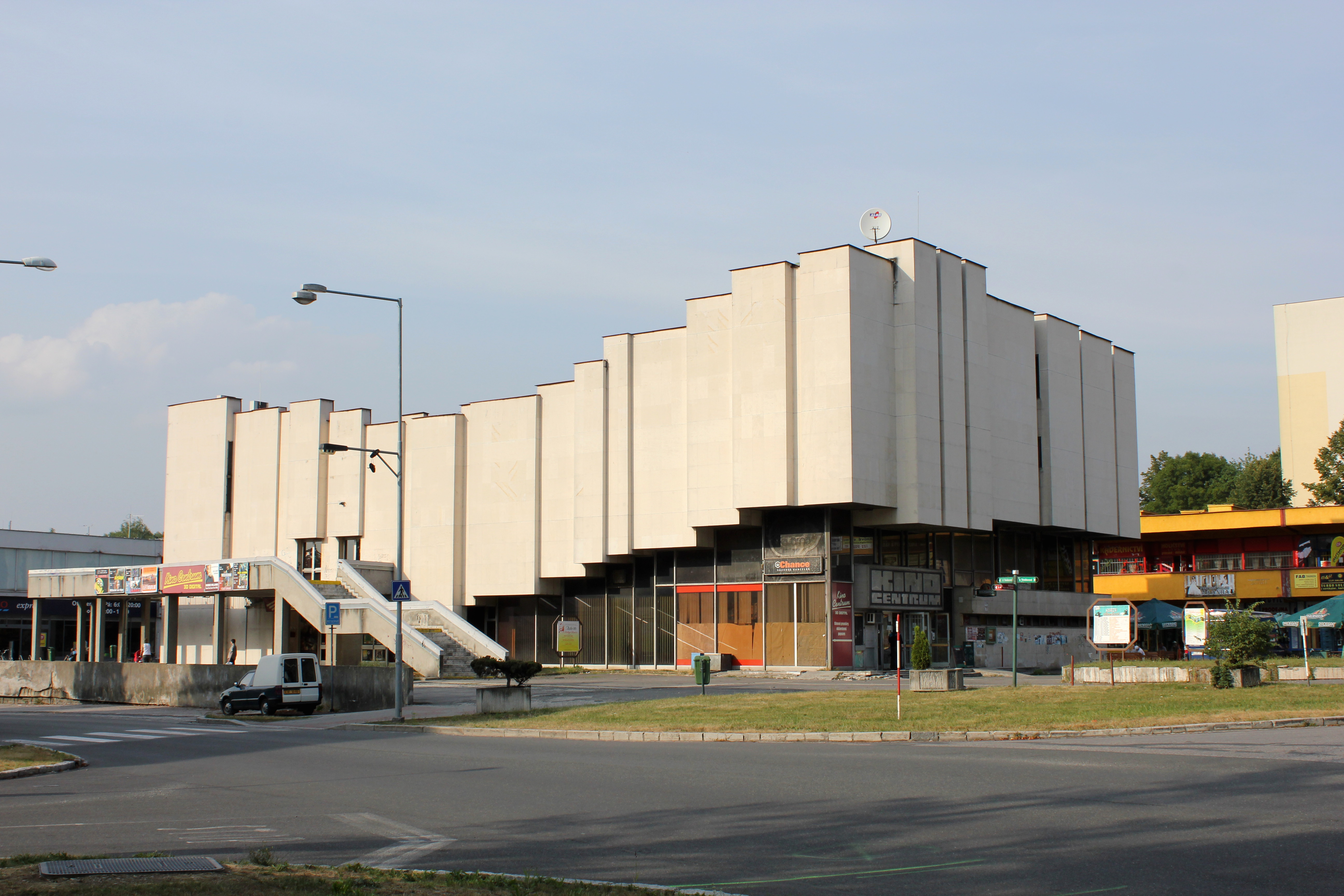
Kino Centrum
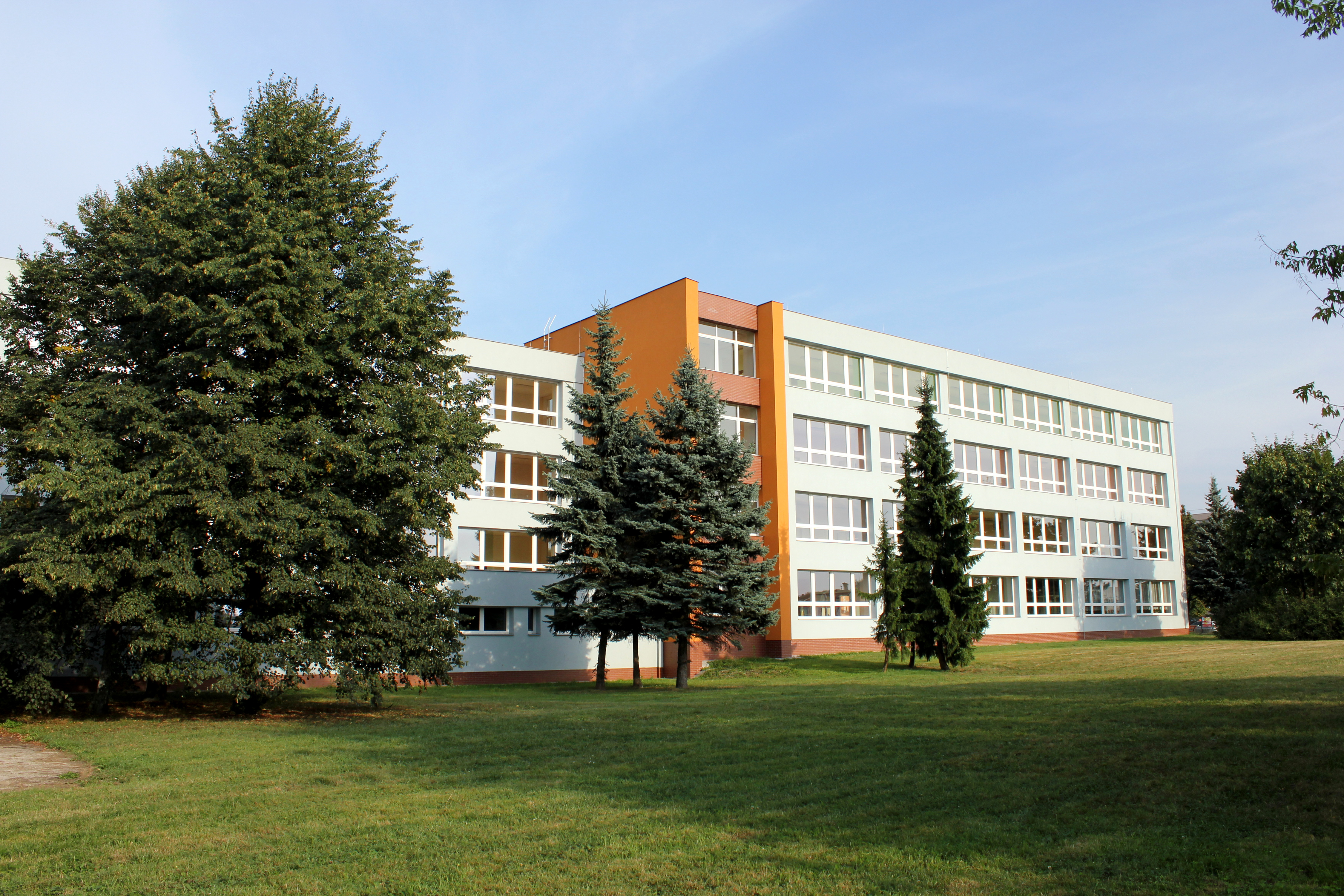
Střední zdravotnická škola
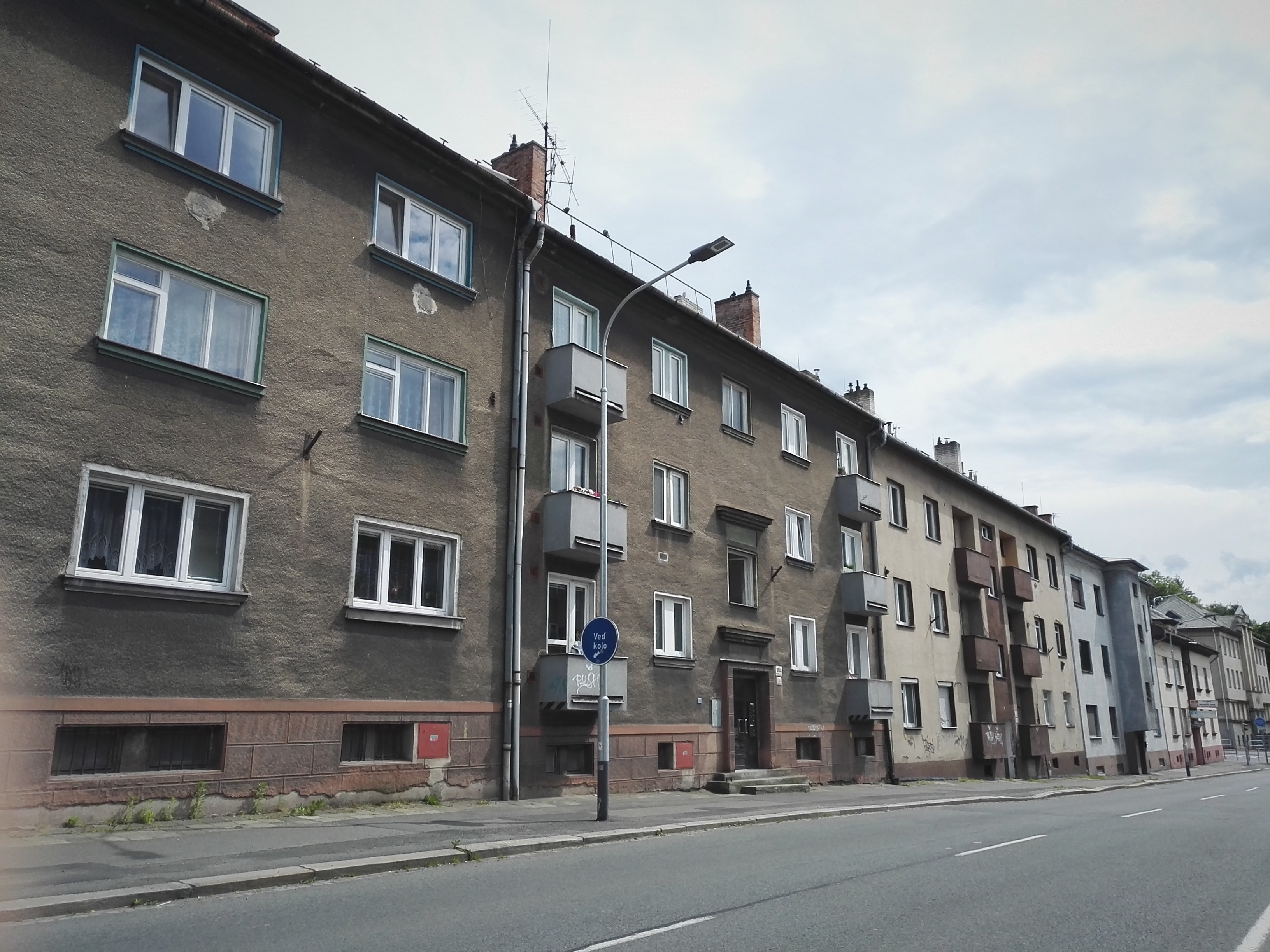
Ulice Rudé armády